# Sabine Bergmann-Pohl
Sabine Bergmann-Pohl z domu Schulz (ur. 20 kwietnia 1946 w Eisenach) – niemiecka polityk i lekarka, w 1990 przewodnicząca parlamentu NRD i tym samym ostatnia głowa państwa NRD, później minister i deputowana do Bundestagu.

## Życiorys
Maturę zdała w Berlinie w 1964, przed studiami przez dwa lata praktykowała w zakładzie medycyny sądowej na Uniwersytecie Humboldtów w Berlinie. W 1972 ukończyła studia medyczne, w 1979 została specjalistką od chorób płuc, a w 1980 uzyskała promocję na stopień doktora w zakresie medycyny. Pracowała jako lekarka. W latach 1980–1985 kierowała oddziałem chorób płuc i gruźlicy w poliklinice w Berlinie–Friedrichshain. Od 1985 do 1990 była dyrektorem do spraw chorób płuc i gruźlicy w Berlinie. Członkini Niemieckiego Towarzystwa Pneumologicznego, powołana w skład rady fundacji Körber Stiftung, była promotorką powstania Powszechnego Zrzeszenia Niepełnosprawnych w Niemczech.
Od 1981 należała do działającej w NRD Unii Chrześcijańsko-Demokratycznej. W wyniku demokratycznych wyborów z marca 1990 zasiadła w Izbie Ludowej. 5 kwietnia 1990 została jej przewodniczącą, a zarazem formalną głową państwa. Obie funkcje pełniła do 2 października 1990. Po zjednoczeniu Niemiec została członkinią CDU. 3 października 1990 objęła mandat deputowanej do Bundestagu oraz dołączyła do trzeciego rządu Helmuta Kohla jako minister do zadań specjalnych. Funkcję ministra pełniła do 18 stycznia 1998. W niższej izbie niemieckiego parlamentu zasiadała do 2002. W latach 1991–1998 była parlamentarnym sekretarzem stanu przy ministrze zdrowia.
Od 2003 do 2012 przewodniczyła berlińskiemu oddziałowi Niemieckiego Czerwonego Krzyża. Jest ewangeliczką; zamężna, ma dwoje dzieci.